# IMDS
IMDS(アイエムディーエス、英:International Material Data System)-ヒューレット・パッカードのHP企業向けサービス部門が運用を請け負っている自動車業界向け材料データベースである。2010年5月現在、欧米日韓26社の完成車メーカーが加盟している。環境保護を目的とした各種の法規に対応するため、1998年、ドイツ自動車工業会(VDA)は自動車に使用されている物質のデータを収集するシステムを開発することにした。これをうけて完成車メーカー8社(アウディ、BMW、ダイムラークライスラー、フォード、オペル、ポルシェ、フォルクスワーゲン、ボルボ)と独EDSが共同開発したものがIMDSである。独EDSがそのまま運用を請け負っていたが、その後EDSはヒューレット･パッカードに買収され、現在はヒューレット･パッカードが運用している。

## 概要
IMDSは材料に関する共有データシステムである。自動車に使われる個々の部品の環境保全に関係する側面を管理するために、完成車メーカーが使用している。どの部品にどのような材料が使われていて、最終的にどのコンポーネントに組み入れられているかを、自動車業界ではこのシステムを利用して完全に再現することができる。
IMDSは、次のような法律的な背景を踏まえて、それに合うように作られている。
- 法規により使用を禁止されている物質は、完成車メーカーがサプライチェーンから除かなければならない。
- EUのELV指令(End of Life Vehicles Directive / 欧州指令 2000/53/EC) が、廃自動車の材料のリサイクリング率を高めることを自動車製造者に課している。それにより部品製造者はそれぞれ正確な材料情報を提供する必要がある。

## 禁止物質または要申告物質のリスト
IMDSの基礎となっているのは、禁止物質および要申告物質のリストである。これらの物質が自動車産業で使用されたとすると、人体の健康、環境保全、リサイクリングに影響が懸念される物質である。六価クロムのような禁止物質は法律や国際条約により使用が禁止されている。要申告物質の方は自動車への使用が禁止されているという意味には解釈されないし、使用する材料から除くべきだということでもない。
以前は各完成車メーカーはそれぞれが自身の禁止物質と要申告物質のリストを持っていた。IMDSが導入されることにあわせて、BMW、ダイムラークライスラー、ポルシェ、フィアット、フォード、ゼネラルモーターズ、トヨタ自動車、フォルクスワーゲン、ボルボの各社が各々のリストを持ちより、 ILRS (international list of reportable substances)としてまとめた。そしてこれは2004年にIMDSが導入された。2005年にこのリストはGADSL(global automotive declarable substance list)に置き換えられている。進行中の調査の結果や新しい法規等の制定・改訂によりリストは改訂される。不定期に変更されることもあり、例えば、GADSLのガイダンスには、不定期にリストを更新する特別なケースとしてREACHに対応する更新の例が挙げられている。
IMDSはコンピュータシステムであるので、入力されたデータと禁止物質リストを比べて危険性の高い物質を認識できる。それで、完成車メーカーはそれらの物質が具体的にどこにあるのかを手繰っていくことができ、その物質を除くことができるわけである。
六価クロムや水銀といった使用を禁止されている物質だけでなく、IMDSのマテリアルデータシート(MDS)には全ての物質を1gか、またはそれよりよい精度で記載する必要がある。これが部品の材料や物質を詳しく知らなければならない理由である。その後各部品の材料データは、ELV指令の目的を達成するため、完成車メーカーから解体業者に引き渡されることになる。

## 物質データの構造
IMDSでは部品・ユニットをいくつかの階層に分けて、階層ごとにコンポーネント・材料・化学物質のタイプにあてはめ、樹形図の構造になるように物質を整理している。例えば、エンジンはコンポーネントである。コンポーネントはいくつかのサブコンポーネントからなる。例えば、シリンダーブロック、シリンダーヘッド、ボルト、ホース、クリップというような部品である。それぞれのサブコンポーネントは鋳鉄、アルミ、鋼、ゴム、プラスチックというような材料からなり、それらの材料はそれぞれ鉄、炭素、水素、各種の高分子化合物というような化学物質からなる。この化学物質が、そもそもIMDSで管理しようとしている対象の物質である。

### コンポーネント・サブコンポーネント
コンポーネントとは部品をあらわす。ねじなどのひとつの部品や、トランスミッションというような組みあがった部品など、形態はさまざまである。コンポーネントを構成するコンポーネントをサブコンポーネントと呼ぶが、同じコンポーネントというタイプに属するものである。
サブコンポーネントのほかに、セミコンポーネントというタイプがある。これはコンポーネント・サブコンポーネントの下位に属するタイプで、ある程度加工・成型されているが、コンポーネントにするのはさらに製造工程を経る必要がある物のことである。例えば、管、板、皮シートなどがセミコンポーネントにあたる。必ずしも、コンポーネントの下位にセミコンポーネントを定義する必要は無い。

### 材料（Material）
例えば、JIS G4051で規定されているS45C（炭素鋼）は材料の一種である。プラスチック、めっきや表面処理剤も材料のタイプに属する。 材料が複数の別の材料からなる場合もある（例えば色の付いたプラスチックが、プラスチック母材と着色料からなる場合）。材料のMDSは、その材料を製造する会社が発行することが原則である。ただ、主要な規格（JIS、ISO、ASTMなど）で含有化学物質の量が規定されている金属材料などの中には、IMDSステアリングコミッティ（IMDS SC）がその材料のMDSを一般向けに公開しているものがある。このような材料の場合は、材料メーカーの発行するMDSは不要で、むしろ、IMDS SCの発行したMDSを使用しなければならないことになっている。

### 化学物質（Substance）
化学物質とは材料を構成する物質である。例えば、炭素、鉄、酸素といった元素が化学物質であるし、FKM（フッ素ゴムの一種）のような化合物、紙のような天然素材の加工物、六価クロム・Cr(VI)のように、化合物中の状態に注目して分類したものも化学物質として登録されている。化学物質はすでにIMDSに登録されているもの（BSL: Basic Substace List）から選ぶことになっていて、IMDSユーザーは勝手に登録できない。必要があれば、登録したい化学物質を連絡し、新しく登録してもらわなければならない。
化学物質については、材料メーカーがそれが入っていることを公表したくないという場合がある。このような化学物質は、材料の10重量%までであれば隠すことができる。ひとつの方法はその化学物質を機密扱いにする方法で、 機密扱いにされた化学物質はMDSを発行した会社がトラストユーザー（信頼できるユーザー）としたユーザーだけが見ることができる。もうひとつの方法はワイルドカード／ジョーカーと言われる種類の化学物質にしてしまう方法で（"Misc., not to declare" など9種類のワイルドカード／ジョーカーがある）、この方法で隠すと実際にここになにが入っているのか誰にも分からない。そのため、このMDSを作成したものは、このワイルドカード／ジョーカーにした化学物質に関するデータを、少なくとも30年は保管しておかなければならないとしている。後になって、規制物質が増えたり、ワイルドカード／ジョーカーにした物質による問題が疑われた場合などに、それが実際には何であるのかすぐに知ることができるようにするためである。いずれの方法にしても、隠すことができるものは規制のかかっていない化学物質に限り、GADSLなどのリストにある化学物質を隠すことは禁止されている。

## マテリアルデータシートの作られ方
IMDSではサプライチェーンに沿ってMDSが発行（送信）されていくことを前提としている。つまり、コンポーネントメーカーはサブコンポーネントメーカーあるいは材料メーカー各社からMDSを発行してもらい、そのMDSをまとめて自社で製造するコンポーネントのMDSとする。そして、そのMDSはその上位のコンポーネントのメーカーに対して発行するわけである。汎用性のあるコンポーネントや材料は、特定の納入先に対して発行するのではなく、誰でも使える一般的な公開MDSとして発行することもできる。ただし、同じコンポーネントでも、納入先によって部品番号が違う、というような場合は、別のMDSにしなければならない。
IMDSは、入力されたMDSの内容を送信時にチェックする機能を持っている。例えばワイルドカードが10%を超えるようなミスは自動的に検出できる。しかし、全てのことをチェックできるわけではないし、また、納入先が特別に要求する記載事項がある場合もあるので、MDSを受け取る側（コンポーネントや材料が納入される側）は、送信されたMDSをチェックして承認しなければならない。不備があって承認できない場合は、拒否（リジェクト）されるか、修正するように承認者から要求される。
入力はすべて英語で行われる。コンポーネントや材料の名称のように別の言語の記述を併記できる項目もあるが、その場合でも英語の記述は必須となっている。名称のほかに、部品番号のようなコンポーネントの番号、重量などは必須入力項目である。任意で入力できるものとして、例えば社内だけで通用するコンポーネントの番号、サプライヤー名、その他の特記事項などがある。